# Bombshell
Bombshell je patnáctá epizoda a poslední epizoda první série amerického muzikálového televizního seriálu Smash. Epizodu napsala autorka seriálu, Theresa Rebeck a režisérem se stal Michael Morris. Měla premiéru ve vysílání televize NBC dne 14. května 2012.
V této epizodě musí Derek (Jack Davenport) urychleně najít náhradnici Rebeccy Duvall (Uma Thurman), která opustila muzikál těsně před premiérou. Toto rozhodnutí navždy změní život Ivy (Megan Hilty) i Karen (Katharine McPhee). Tom (Christian Borle) a Julia (Debra Messing) spěchají, aby muzikál zachránili, zatímco Ellis konečně ukáže Eileen (Anjelica Huston) svou pravou tvář. Lyle West (Nick Jonas) se vrací se špatnými zprávami a muzikál pokračuje se zkouškami v Bostonu.

## Děj epizody
Derek (Jack Davenport) učiní z Karen (Katharine McPhee) novou Marilyn. To znamená, že Karen musí být výborná ve věceh, které ještě nikdy předtím nedělala, ale také kostýmy musí být předělány na její velikost. Karen je stále zelenáč a každý kromě Dereka má o ní velké pochybnosti, které se ještě zhorší, protože na zkouškách v téměř každém čísle nastává několik problémů. Eileen (Anjelica Huston) řekne Derekovi, že Karen roli Marylin nezvládne a snaží se přimět Dereka, aby ji vyhodil, ale ten to odmítne a trvá na tom, že Eileen musí respektovat jeho uměleckou vizi. Ivy (Megan Hilty) se ptá Dereka, proč vybral Karen a ne ji. Derek ji odpovídá, že to bylo proto, že si Karen dovedl představit jako Marylin a že Karen má něco, co Ivy nemá.
Ellis (Jamie Cepero) pokračuje ve svých ambicích stát se producentem a sděluje Eileen, že to byl on, který otrávil Rebeccu tím, že do jejího koktejlu přimíchal arašídy, na které byla alergická. Řekne, že to udělal jako laskavost pro obsazení muzikálu a od Eileen požaduje, aby s ním zacházela jako s producentem, dočká se ale opačné reakce – Eileen ho ihned vyhodí a vyžene ven z divadla. Ellis slibuje, že se ještě vrátí. Ačkoliv propagační materiály předznamenaly, že se Lyle West (Nick Jonas) může vrátit se špatnými zprávami, tak pouze vrátí Eileen její obraz a usedne jako divák na premiéře muzikálu. Tom (Christian Borle) a Julia (Debra Messing) se snaží přijít s řádným ukončením muzikálu; Julia nakonec čerpá inspiraci ze svých vztahových problémů s Frankem (Brian d'Arcy James).
Dev (Raza Jaffrey) se zeptá Ivy, jestli našla zásnubní prsten, který zapomněl u ní v pokoji, když spolu spali. Ivy mu zalže a řekne, že ho nenašla. Později Ivy vrací prsten samotné Karen a když se jí Karen zeptá, co dělá s jejím zásnubním prstenem, tak jí Ivy odpoví, že Dev je velmi podobný Joeovi DiMaggiovi. Karen konfrontuje Deva, ohledně toho, že ji podvedl s Ivy a rozejde se s ním.
Karen se nakonec psychicky zhroutí a Derek ji nalezne v šatně schoulenou do klubíčka. Řekne ji, aby využila svou bolest, díky které bude lepší herečka a Karen se nakonec dá dohromady, než Eileen, Tom a Julia plánují, že Marylin bude Ivy. Karen jako Marilyn získává nadšené ovace v úchvatném finále muzikálu, ještě předtím, než dokonce přestane zpívat. Epizoda končí nadšeným aplausem diváků pro Karen s proložením se záběry na Ivy, která se chystá ve své šatně spáchat sebevraždu tím, že se předávkuje léky.

## Seznam písní
- "Mr and Mrs Smith"
- "I Never Met a Wolf Who Didn't Love to Howl"
- "Don't Forget Me"

## Natáčení
Michael Riedel, divadelní kritik pro New York Post, měl v této epizodě své již druhé cameo, kde hrál sám sebe, ale scéna se nakonec nevysílala.

## Sledovanost
V původním vysílání epizodu sledovalo celkem 5,96 milionů amerických diváků a získala rating 1,8/5 ve věkové skupině 18–49 let.